# John A. Quitman

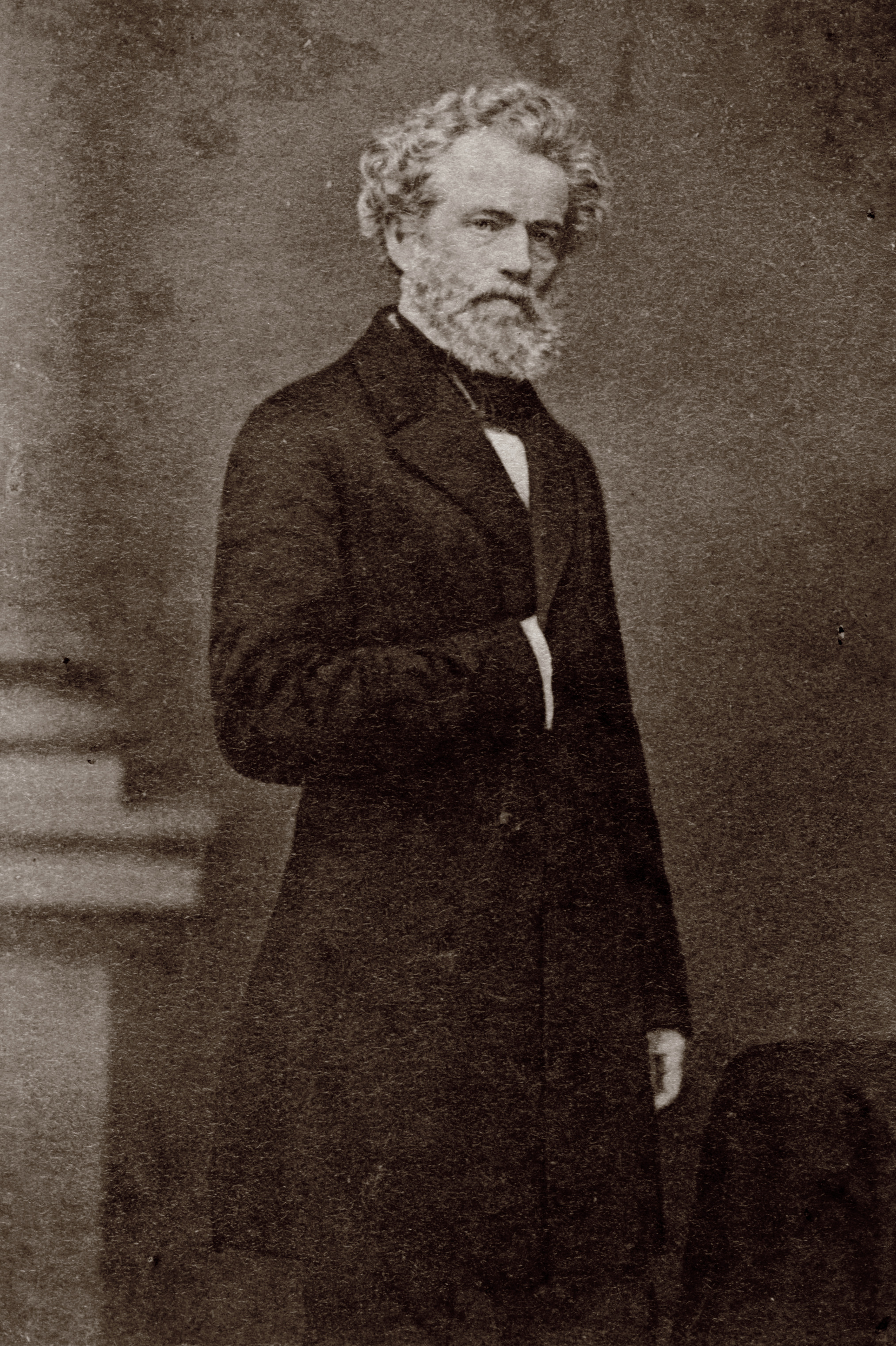
John A. Quitman

John Anthony Quitman (* 1. September 1799 in Rhinebeck, New York; † 17. Juli 1858 in Natchez, Mississippi) war ein US-amerikanischer Politiker und von 1835 bis 1836 sowie zwischen 1850 und 1851 Gouverneur des Bundesstaates Mississippi. Zwischen 1855 und 1858 vertrat er seinen Staat im US-Repräsentantenhaus.

## Frühe Jahre und politischer Aufstieg
John Quitman besuchte bis 1816 das Hartwick Seminary. Danach studierte er in Ohio, wohin er vorübergehend gezogen war, Jura. Nach seiner Zulassung als Rechtsanwalt und seinem Umzug nach Natchez in Mississippi begann er in dieser Stadt in seinem neuen Beruf zu arbeiten. Im Jahr 1826 erwarb er die in der Nähe von Natchez gelegene Plantage „Monmouth“, die über 100 Jahre im Familienbesitz bleiben sollte.
Zwischen 1826 und 1827 war Quitman Abgeordneter im Repräsentantenhaus von Mississippi und von 1828 bis 1835 war er Chancellor dieses Staates. Im Jahr 1832 war er außerdem Delegierter auf einer Konferenz zur Überarbeitung der Staatsverfassung. In diesen Jahren gehörte Quitman der Whig Party an. Während der Nullifikationskrise unterstützte er die Bestrebungen des Staates South Carolina nach einer Abspaltung von der Union. Dabei wandte er sich auch gegen Präsident Andrew Jackson. In den folgenden Jahren blieb er ein Anhänger der Sezessionsbewegung. Zwischen 1835 und 1836 war er Mitglied des Staatssenats, dessen Präsident er wurde.

## Gouverneur von Mississippi und Mexikanischer Krieg
In seiner Eigenschaft als Senatspräsident musste er zwischen dem 3. Dezember 1835 und dem 7. Januar 1836 das Amt des Gouverneurs übernehmen, das Gouverneur Hiram Runnels am 20. November nach Ablauf seiner zweijährigen Amtszeit aufgegeben hatte. Da aber zwischenzeitlich der Beginn der Amtszeiten der Gouverneure auf Januar festgelegt worden war, musste die Zwischenzeit überbrückt werden. Da der Senat erst am 3. Dezember zusammentrat, war der Staat Mississippi zwischen dem 20. November und dem 3. Dezember 1835 faktisch ohne Gouverneur. Die folgenden vier Wochen wurde das Amt dann von John Quitman ausgeübt, ehe es der neue Gouverneur Charles Lynch übernahm.
Im Jahr 1838 wurde Quitman Richter an einem Berufungsgericht. Quitman, der als sehr ehrgeizig galt, hatte auch militärische Ambitionen und brachte es während des Mexikanisch-Amerikanischen Krieges, bis zum Generalmajor in der US-Armee. In der Schlacht von Monterrey führte er eine Brigade. Von 1847 bis 1848 war er Militärgouverneur in Mexiko-Stadt. Inzwischen war er Mitglied der Demokratischen Partei geworden, als deren Kandidat er am 5. November 1849 zum Gouverneur seines Staates gewählt wurde. Er trat sein Amt am 10. Januar 1850 an. Das beherrschende innenpolitische Thema jener Zeit war die Frage der Sklaverei und die Möglichkeit einer Spaltung der Union. Quitman, als klassischer Vertreter der Südstaatenaristokratie, unterstützte deren Positionen. In seiner Amtszeit wurden auch Deiche zum Hochwasserschutz ausgebaut.

## Kubanische Affäre und Kongressabgeordneter
Im Jahr 1850 gab es auf Kuba Bestrebungen, die Insel von Spanien unabhängig zu machen. Diese Bestrebungen wurden auch in den Vereinigten Staaten beobachtet und unterschiedlich bewertet. Während die damalige Bundesregierung der Angelegenheit reserviert gegenüberstand und es den Amerikanern untersagte, sich an den Vorgängen zu beteiligen, gab es auch Kräfte, die eine kubanische Unabhängigkeit mit einem späteren Anschluss an die USA befürworteten. Gouverneur Quitman unterstützte aktiv und gegen die gültigen Gesetze die Unabhängigkeitsbewegung, was zu einer Anklage wegen Verstoßes gegen die Neutralitätsgesetze der USA führte. Daraufhin trat er am 3. Februar 1851 als Gouverneur zurück. Die Anklage selbst wurde später fallengelassen und Quitman wurde im Jahr 1854 als Abgeordneter in den US-Kongress gewählt. Dieses Mandat übte er vom 4. März 1855 bis zu seinem Tod am 17. Juli 1858 aus. Er starb auf seiner Plantage bei Natchez an einer Krankheit, die er sich vermutlich in einem Hotel in Washington während der Feierlichkeiten bei der Amtseinführung von Präsident James Buchanan im März 1857 zugezogen hatte. Mit seiner Frau Eliza Turner hatte John Quitman vier Kinder.

## Ehrungen
Nach ihm sind Quitman County und Quitman in Georgia und Quitman County in Mississippi benannt.